# Fühlerkäfer

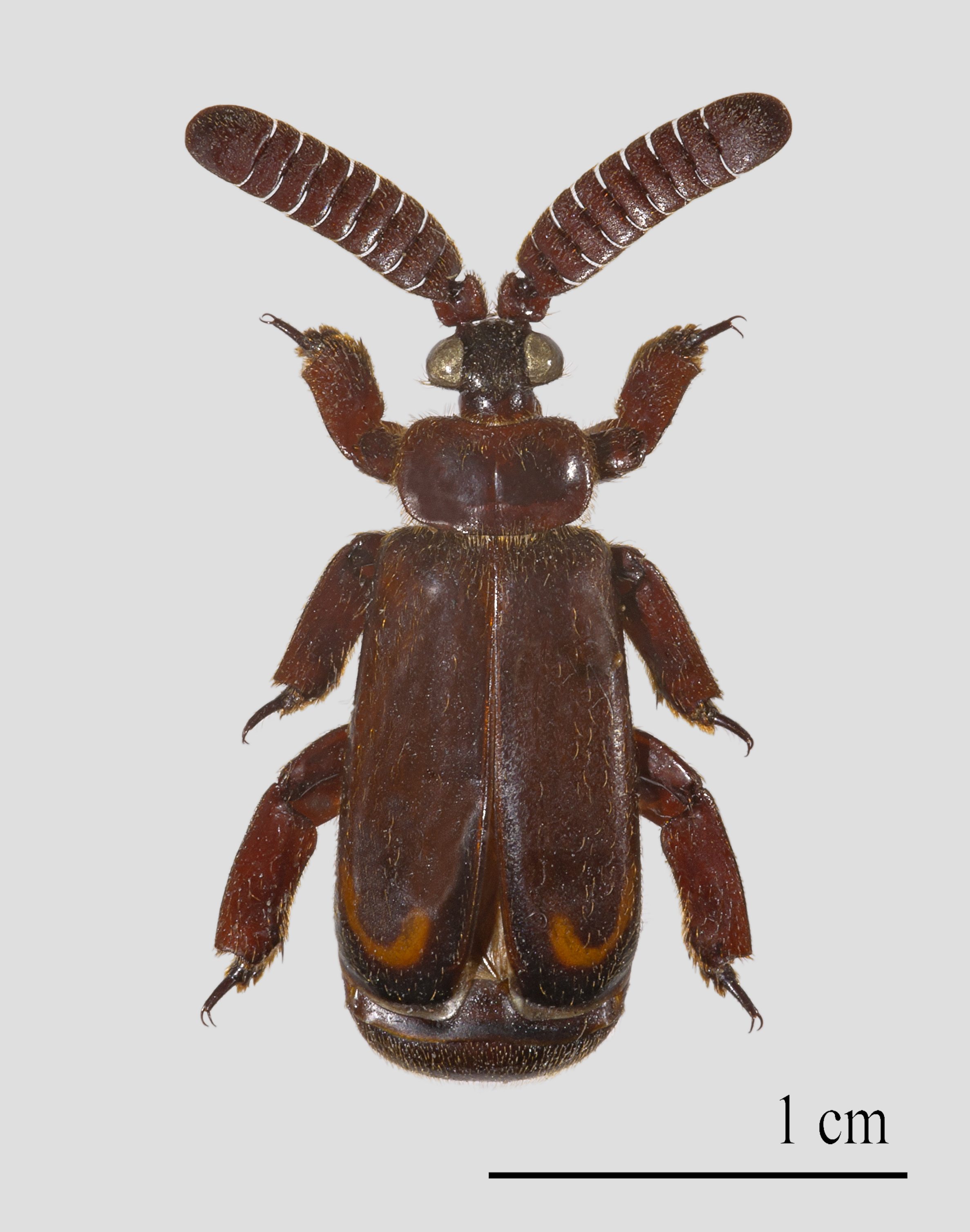
Präparat von Cerapterus pilipennis

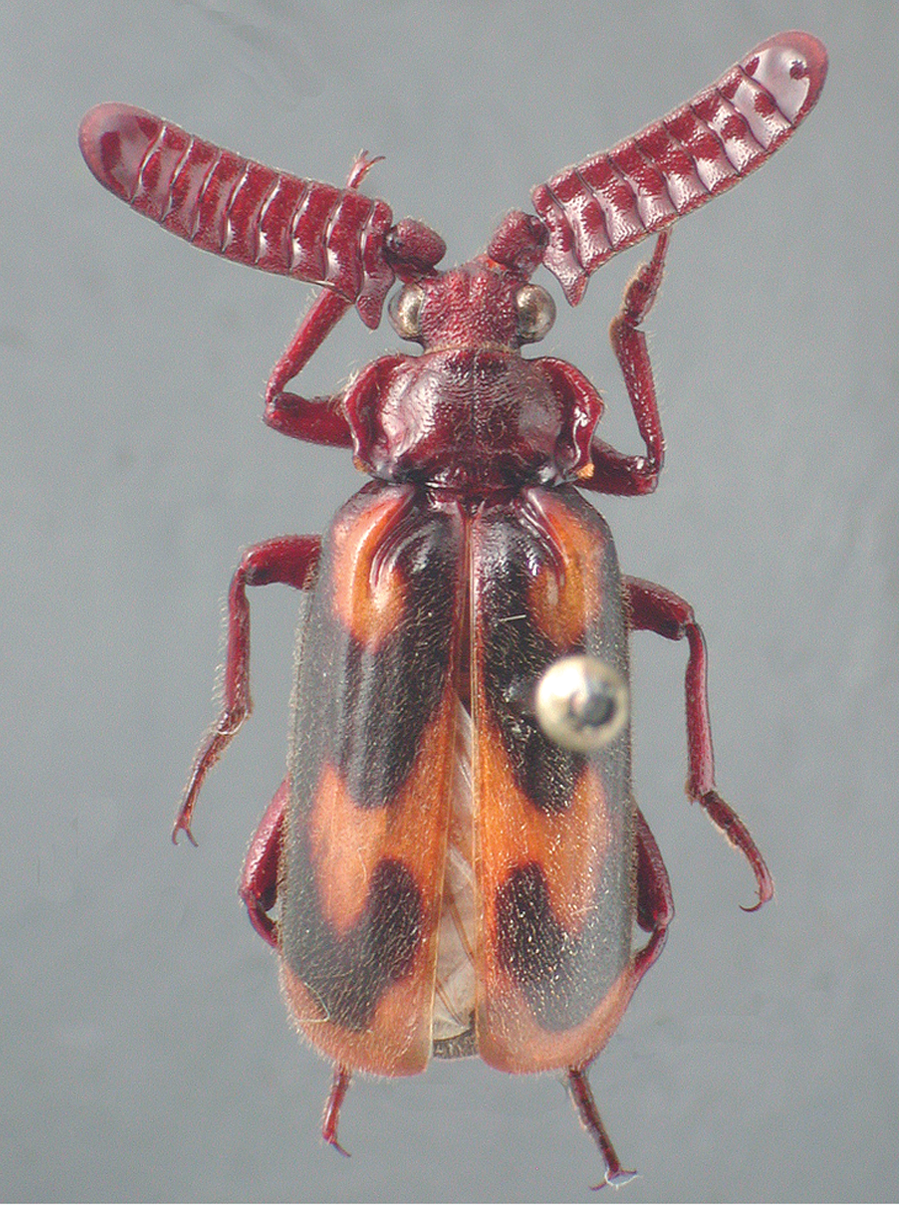
Präparat von Heteropaussus hastatus

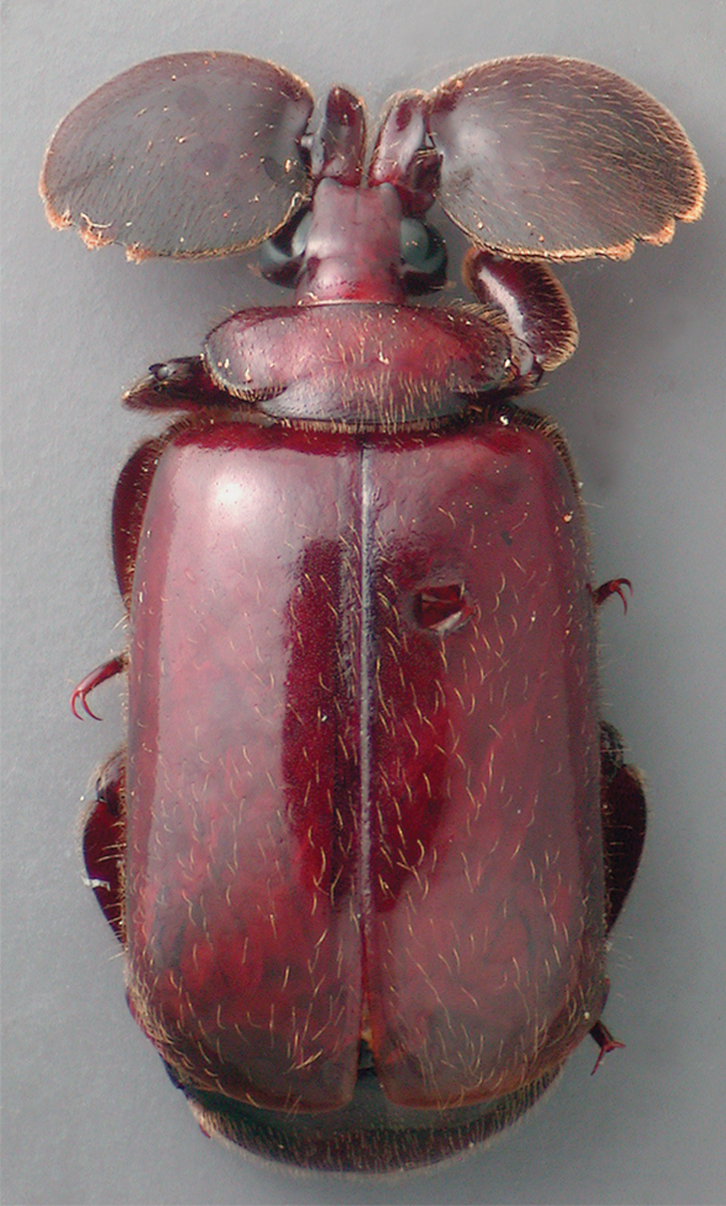
Präparat von Platyrhopalopsis mellei

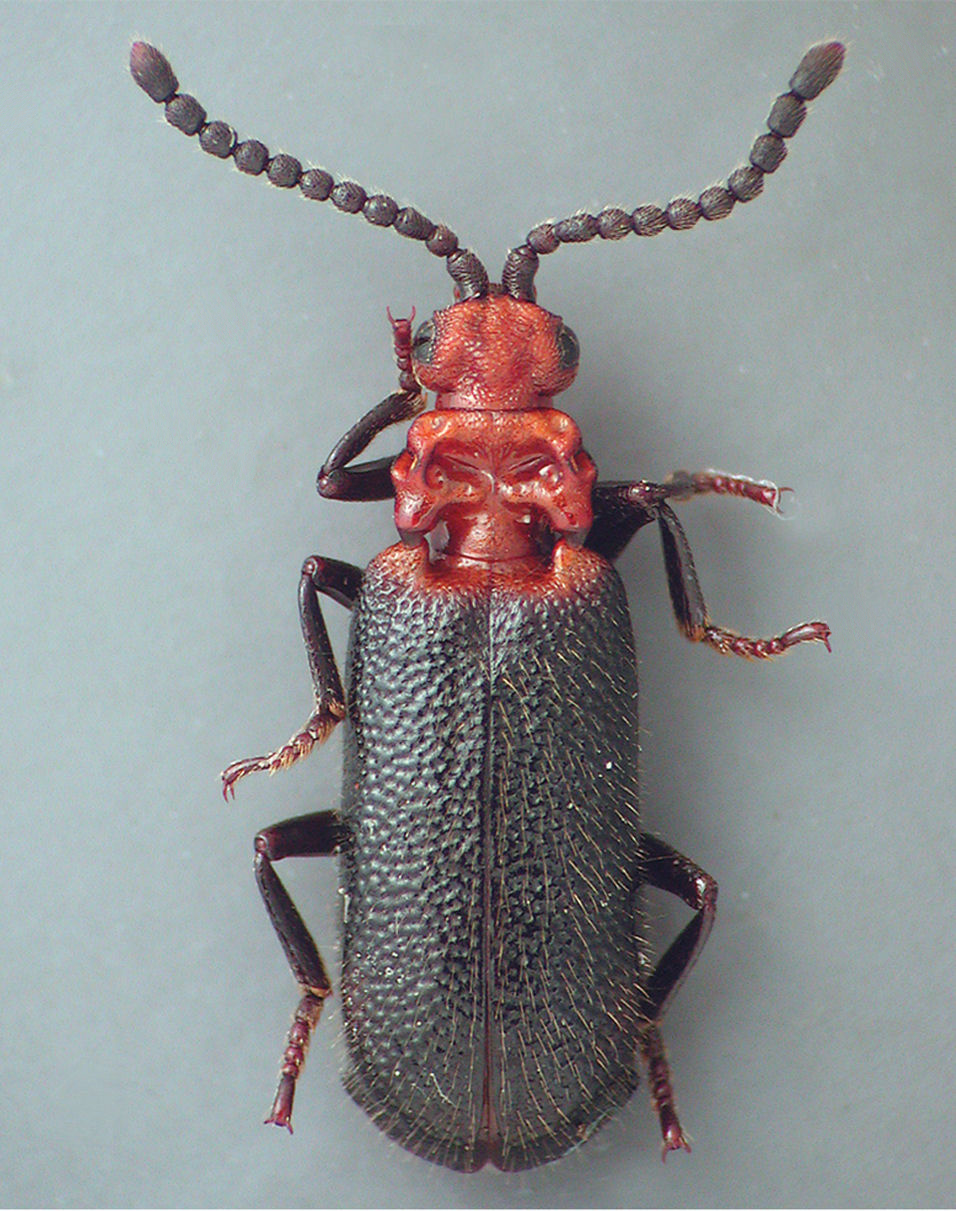
Präparat einer Art der Gattung Protopaussus

Die Fühlerkäfer (Paussinae) sind eine Unterfamilie der Laufkäfer (Carabidae). Weltweit sind etwa 750 Arten bekannt, von denen einige wenige Arten auch im Süden der nördlichen Hemisphäre auftreten. Aus Europa sind zwei Arten bekannt. Früher wurden sie in den Familienrang gestellt und entsprechend wissenschaftlich als Paussidae bezeichnet.

## Merkmale

### Käfer
Die Käfer sind entweder schwarz, wie etwa die Arten der Gattung Metrius, oder braun gefärbt, wie die meisten Arten der Ozaenini, Paussini und Protopaussini. Ihr Körper ist seitlich abgerundet oder hat parallele Seitenränder. Bei den Ozaenini kann eine feste Behaarung, beispielsweise zur Verwendung als Mechanorezeptor ausgebildet sein, eine solche fehlt den Protopaussini und Paussini. Die Fühler sind fadenförmig (filiform) oder perlschnurartig (moniliform) wie bei den Gattungen Metrius, Protopaussus und Megalopaussus und der Tribus Ozaenini. Bei den übrigen Gruppen der Paussini sind die Fühler stark modifiziert und haben einen sehr kleinen Pedicellus, der tief in der Spitze des ersten Fühlersegmentes (Scapus) versunken ist und mit dem dritten Fühlerglied starr verbunden ist. Die Flagellomere auf den Fühlergliedern sind verbreitert und häufig zu einer kompakten Keule modifiziert.
Der Fortsatz an den Coxen der Vorderbeine ist bei der Gattung Metrius langgestreckt und nach hinten verjüngt, bei den übrigen Gruppen mehr oder weniger verkürzt und entweder hinten, seitlich mit dem Fortsatz der Pleuren verbunden, oder stark zurückgebildet. Die Einbuchtungen der Coxen der Vorderbeine sind immer geschlossen. Die beiden Sporne auf den Tibien der Vorderbeine sind, wenn sie vorhanden sind, in apikaler Position, in der Regel sind sie jedoch bei den Arten der Paussini fehlend oder ohne Funktion. Ein Organ zum Reinigen der Fühler reicht bis in die Nähe der Basis der Vordertibien oder ist zurückgebildet, wie bei den Paussini. Bei der Gattung Metrius berührt der Hinterrand der Coxen der Vorderbeine die vordere Einbuchtung des Ventrits am Mesothorax. Die Verbindung zwischen den Ventriten des Meso- und Prothorax ist bei den übrigen Fühlerkäfern wie bei den Harpalinae ausgebildet, mit glattem vorderem Kranz am Mesoventrit und ohne hexagonale Einbuchtung. Die Coxen des mittleren Beinpaars sind entweder getrennt (Metrius und Ozaenini) oder grenzen aneinander an (Propaussini und Paussini) bzw. grenzen nahezu aneinander an (Physea).
Das letzte Hinterleibssegment wird bei Metrius, den meisten Ozaenini und Protopaussus von den Deckflügeln verdeckt, bei Dhanya und den meisten Paussini liegt es frei. Zur Verteidigung besitzen alle Fühlerkäfer Wehrdrüsen im Hinterleib.
Bei den höher entwickelten Arten der Triben Paussini und Protopaussini ist die Oberlippe (Labrum) häufig seitlich oder nach vorne verlängert. Die Mandibeln sind verhältnismäßig klein und einfach gebaut. Die Maxillar- und Labialpalpen sind sehr unterschiedlich ausgebildet. Das Kinn (Mentum) ist in der Regel in seiner Größe reduziert und mittig teilweise oder vollständig zurückgebildet. Der Prothorax ist meistens stark modifiziert. Drüsen am Prothorax sind bei fast allen Arten ausgebildet und in der Regel mit Einbuchtungen, Spalten oder Härchen verknüpft. Die Härchen sind bei der Gattung Protopaussus speziell ausgebildet, bei einigen Gattungen, wie etwa Arthropterus, Homopterus, Carabidomemnus fehlen sie. Der Fortsatz am Sternum des Prothorax ist bei Protopaussus ziemlich breit und hinten abgestutzt, bei den Paussini ist er stark oder vollständig reduziert. Die Coxen der Vorderbeine treten stark hervor. Die Schenkel (Femora) und Schienen (Tibien) sind mit Ausnahme der Gattung Pleuropterus bei allen drei Beinpaaren in der Regel verbreitert und abgeflacht. Die Mittelzelle der häutigen Flügel (Alae) ist mit Ausnahme der Gattung Protopaussus dreieckig. Das zweite bis vierte Sternit am Hinterleib sind verwachsen, die Zwischenränder sind gerade noch erkennbar oder fehlen. An der Hinterleibsbasis kann bauchseitig ein Bereich zur Stridulation ausgebildet sein. Das letzte Hinterleibssegment liegt teilweise frei und ist sklerotisiert.

### Larven
Der Kopf und der hintere Körperabschnitt der Larven sind nach oben gekrümmt. Die Kopfkapsel ist seitlich wenig bis deutlich abgerundet. Die Punktaugen (Ocelli) fehlen entweder völlig, oder sind bis auf eines zurückgebildet. Die Naht zwischen Stirn und Scheitel fehlt. Bei den Paussini sind die Gruben auf der Hinterseite des Tentoriums, einer Skelettstruktur im Kopf, als einzelner enger Spalt ausgebildet, welcher direkt an eine tiefe posteromediane Einbuchtung des Unterteils der Kopfkapsel angrenzt. Die Mandibeln sind an der Basis breit und haben bei den Paussini ein schwach sklerotisiertes Anhängsel, die Lacinia mobilis, nahe dem Retinaculum. Die Maxille hat bei den Metriini viergliedrige Palpen, bei den Ozaenini und Paussini sind sie dreigliedrig. Bei letzteren beiden Gruppen ist der erste Palpomer mehr oder weniger vollständig mit dem Basalglied der Maxille (Stipes) verbunden. Die Galea, eine der Kauladen, ist bei den Metriini eingliedrig, lang und klingenförmig, bei den Paussini fehlt sie. Das Prementum, ein Sklerit am Labium ist langgestreckt und trägt Tuberkel. Bei den Paussini entspringen die hinteren Arme des Tentoriums aus einem engen, gemeinsamen Ast, der direkt an die posteromediane Einbuchtung der Kopfkapsel angrenzt. Die dorsalen Arme sind dabei stark abgeflacht und außergewöhnlich kurz. Bei den Paussini hat der zum Kopf hin gerichtete (kraniale) Teil des Hypopharynx keinen Saum an den längeren Haaren, ein solcher ist bei den Metriini spärlich ausgebildet.
Die Beine sind in der Regel sechsgliedrig und haben zwei Klauen. Bei den Metriini und Ozaenini ist die hintere Klaue länger. Die Tibia und Tarsus sind zu einem stark sklerotisierten Segment verbunden, welches auf der ventralen Seite zahlreich kräftig beborstet ist und bei den Paussini eine einzelne, kleine, hakenförmige Klaue trägt. Die letzten Hinterleibssegmente sind gemeinsam mit den Urogomphi stark modifiziert. Das Epipleurit am neunten Hinterleibssegment ist stark vergrößert und bildet gemeinsam mit dem Tergum des achten Hinterleibssegments eine vertikal ausgerichtete Analplatte. Die Urogomphi sind bei den Metriini und Ozaenini verzweigt, bei den Paussini sind sie abgeflacht, dreieckig und in der Analplatte integriert.

## Vorkommen
Die Fühlerkäfer sind aus allen zoogeografischen Regionen der Erde nachgewiesen, sie treten jedoch überwiegend in den Tropen auf. Nur einige wenige Arten sind auch im Süden der nördlichen Hemisphäre verbreitet. Die Tribus Metriini, mit nur zwei Arten in einer Gattung sind in ihrer Verbreitung auf den Westen Nordamerikas beschränkt. Die Tribus Ozaenini ist mit ihren 14 Gattungen über die gesamten Tropen verbreitet, tritt jedoch auch im Süden Nordamerikas auf. Die Tribus Protopaussini, mit sieben Arten in einer Gattung sind auf den Osten der Orientalis beschränkt. Paussini ist die vielfältigste und verbreitetste Tribus.

## Lebensweise
Die Larven leben in Erdhöhlen oder Ameisennestern und sind in ihrer Morphologie stark angepasst. Die höher entwickelten Arten der Triben Paussini und Protopaussini leben zumindest im Larvenstadium myrmekophil in Bindung an Ameisen. Diese Lebensweise ist vermutlich aus der spezialisierten Jagd auf und Ernährung von Ameisen abgeleitet, welche die gesamte Unterfamilie charakterisiert. Bei den Metriini und Ozaeniini sondern die Larven aus Drüsen ihres stark modifizierten Hinterleibsendes Sekret ab, das neben anderen Insekten auch Ameisen anlockt. Dies ermöglicht den Larven vermutlich den Zugang zu den Ameisennestern, in denen sie als Parasiten leben. Die Imagines der Fühlerkäfer sind an diesen feindseligen Lebensraum in verschiedener Hinsicht angepasst und leben dort entweder lediglich als Ameisengäste (Symphilie) oder in einem Feindverhältnis (Synechthrie).

## Systematik
Die Monophylie der Fühlerkäfer ist sehr gut begründet und basiert auf einer Reihe morphologischer Eigenschaften, wie etwa den Pygidialdrüsen und einigen Merkmalen der Larven. Gemeinsamkeiten hat die Gruppe mit den Bombardierkäfern (Brachininae), da sie ein ähnliches Verteidigungssystem entwickelt haben, bei dem sie Chemikalien vermischen und über Drüsen ausscheiden und zum Explodieren bringen. Der Bau der Wehrdrüsen, die Enzymdrüsen und die Aussonderung des Sekrets unterscheiden sich jedoch von den Bombardierkäfern stark. Es wird vermutet, dass die Fühlerkäfer eine Schwestergruppe zu allen übrigen Laufkäfergruppen darstellen und damit eine der basalsten Gruppe von ihnen sind. Diese Vermutung ist jedoch nicht stark begründet und es widersprechen ihr auch aktuellere DNA-Untersuchungen, die die Gruppe innerhalb der Laufkäfer als deutlich höher entwickelt darstellen. Auch ein vermutetes Schwesternverhältnis zu den Bombardierkäfern ist derzeit nicht hinreichend begründet.
Die Fühlerkäfer werden in folgende Triben unterteilt, die von manchen Autoren ursprünglich als eigene Unterfamilien der Laufkäfer angesehen wurden:
- Metriini
- Ozaenini
- Paussini
- Protopaussini

## Belege